# Čelkova Lehota
Čelkova Lehota és un poble i municipi d'Eslovàquia que es troba a la regió de Trenčín.

## Història
La primera menció escrita de la vila es remunta al 1471.

## Demografia
| Godina             | 1994 | 2004   | 2014   | 2024    |
| ------------------ | ---- | ------ | ------ | ------- |
| Nombre de persones | 139  | 146    | 141    | 160     |
| Diferència         |      | +5,03% | −3,42% | +13,47% |

| Godina             | 2023 | 2024   |
| ------------------ | ---- | ------ |
| Nombre de persones | 157  | 160    |
| Diferència         |      | +1,91% |